# I. e. 300-as évek
Évszázadok: i. e. 5. század – i. e. 4. század – i. e. 3. század
Évtizedek: i. e. 340-es évek – i. e. 330-as évek – i. e. 320-as évek – i. e. 310-es évek – i. e. 300-as évek – i. e. 290-es évek – i. e. 280-as évek – i. e. 270-es évek – i. e. 260-as évek – i. e. 250-es évek – i. e. 240-es évek
Évek: i. e. 309 – i. e. 308 – i. e. 307 – i. e. 306 – i. e. 305 – i. e. 304 – i. e. 303 – i. e. 302 – i. e. 301 – i. e. 300